# Amorphophallus
Amorphophallus là một chi thực vật có hoa trong họ Ráy

## Loài
Chi này gồm các loài sau:
- Amorphophallus aberrans (Hett., 1994)
- Amorphophallus abyssinicus ((A.Rich.) N.E.Br., 1901)
- Amorphophallus albispathus (Hett., 1994)
- Amorphophallus albus (P.Y.Liu & J.F.Chen, 1984)
- Amorphophallus amygdaloides (Hett. & Sizemore, 2001)
- Amorphophallus andranogidroensis (Hett. & Mangelsdorff, 2006)
- Amorphophallus angolensis ((Welw. ex Schott) N.E.Br., 1901)
- Amorphophallus angulatus (Hett. & A.Vogel, 1994)
- Amorphophallus angustispathus (Hett., 1994)
- Amorphophallus ankarana (Hett., Ittenbach & Bogner, 1999)
- Amorphophallus annulifer (Hett., 1994)
- Amorphophallus antsingyensis (Bogner, Hett. & Ittenbach, 1999)
- Amorphophallus aphyllus ((Hook.) Hutch., 1936)
- Amorphophallus asper ((Engl.) Engl. & Gehrm., 1911)
- Amorphophallus asterostigmatus (Bogner & Hett., 1992)
- Amorphophallus atrorubens (Hett. & Sizemore, 2001)
- Amorphophallus atroviridis (Hett., 1994)
- Amorphophallus bankokensis (Gagnep., 1941)
- Amorphophallus barthlottii (Ittenb. & Lobin, 1997)
- Amorphophallus baumannii ((Engl.) N.E.Br., 1901)
- Amorphophallus beccarii (Engl., 1881)
- Amorphophallus bequaertii (De Wild., 1922)
- Amorphophallus bonaccordensis (Sivad. & N.Mohanan, 1994)
- Amorphophallus borneensis ((Engl.) Engl. & Gehrm., 1911)
- Amorphophallus boyceanus (Hett., 2001)
- Amorphophallus brachyphyllus (Hett., 2001)
- Amorphophallus brevispathus (Gagnep., 1941)
- Amorphophallus bufo (Ridl., 1909)
- Amorphophallus bulbifer ((Roxb.) Blume, 1837)
- Amorphophallus calabaricus (N.E.Br., 1901)
- Amorphophallus canaliculatus (Ittenb., Hett. & Lobin, 1997)
- Amorphophallus carneus (Ridl., 1903)
- Amorphophallus chlorospathus (Kurz ex Hook.f., 1893)
- Amorphophallus cicatricifer (Hett., 1994)
- Amorphophallus cirrifer (Stapf, 1924)
- Amorphophallus coaetaneus (S.Y.Liu & S.J.Wei, 1986)
- Amorphophallus commutatus ((Schott) Engl., 1879)
- Amorphophallus consimilis (Blume, 1837)
- Amorphophallus corrugatus (N.E.Br., 1912)
- Amorphophallus costatus (Hett., 1994)
- Amorphophallus coudercii ((Bogner) Bogner, 1985 publ. 1986)
- Amorphophallus croatii (Hett. & A.Galloway, 2006)
- Amorphophallus cruddasianus (Prain, 1898)
- Amorphophallus curvistylis (Hett., 1994)
- Amorphophallus dactylifer (Hett., 1994)
- Amorphophallus declinatus (Hett., 1994)
- Amorphophallus decus-silvae (Backer & Alderw., 1920)
- Amorphophallus discophorus (Backer & Alderw., 1920)
- Amorphophallus dracontioides ((Engl.) N.E.Br., 1901)
- Amorphophallus dunnii (Tutcher, 1911)
- Amorphophallus dzui (Hett., 2001)
- Amorphophallus eburneus (Bogner, 1989)
- Amorphophallus echinatus (Bogner & Mayo, 1985)
- Amorphophallus eichleri ((Engl.) Hook.f., 1889)
- Amorphophallus elatus (Hook.f., 1893)
- Amorphophallus elegans (Ridl., 1922)
- Amorphophallus elliottii (Hook.f., 1894)
- Amorphophallus erythrororrhachis (Hett., Pronk & R.Kaufmann, 2006)
- Amorphophallus excentricus (Hett., 1994)
- Amorphophallus forbesii ((Engl.) Engl. & Gehrm., 1911)
- Amorphophallus fuscus (Hett., 2006)
- Amorphophallus galbra (F.M.Bailey, 1893)
- Amorphophallus gallaensis ((Engl.) N.E.Br., 1901)
- Amorphophallus gallowayi (Hett., 2006)
- Amorphophallus gigas (Teijsm. & Binn., 1862)
- Amorphophallus glaucophyllus (Hett. & Serebryanyi, 2006)
- Amorphophallus gliruroides (Engl., 1911)
- Amorphophallus glossophyllus (Hett., 1994)
- Amorphophallus goetzei ((Engl.) N.E.Br., 1901)
- Amorphophallus gomboczianus (Pic.Serm., 1950)
- Amorphophallus gracilior (Hutch., 1939)
- Amorphophallus gracilis (Engl., 1881)
- Amorphophallus haematospadix (Hook.f., 1893)
- Amorphophallus harmandii (Engl. & Gehrm., 1911)
- Amorphophallus hayi (Hett., 1994)
- Amorphophallus henryi (N.E.Br., 1903)
- Amorphophallus hetterscheidii (Ittenb. & Lobin, 1997)
- Amorphophallus hewittii (Alderw., 1920)
- Amorphophallus hildebrandtii ((Engl.) Engl. & Gehrm., 1911)
- Amorphophallus hirsutus (Teijsm. & Binn., 1862)
- Amorphophallus hirtus (N.E.Br., 1903)
- Amorphophallus hohenackeri ((Schott) Engl. & Gehrm., 1911)
- Amorphophallus hottae (Bogner & Hett., 1992)
- Amorphophallus impressus (Ittenb., 1997)
- Amorphophallus incurvatus (Alderw., 1922)
- Amorphophallus infundibuliformis (Hett., A.Dearden & A.Vogel, 1994)
- Amorphophallus interruptus (Engl. & Gehrm., 1911)
- Amorphophallus johnsonii (N.E.Br., 1901)
- Amorphophallus josefbogneri (Hett., 2006)
- Amorphophallus julaihii (Ipor, Tawan & P.C.Boyce, 2004)
- Amorphophallus kachinensis (Engl. & Gehrm., 1911)
- Amorphophallus kiusiana ((Makino) Makino, 1911)
- Amorphophallus kiusianus ((Makino) Makino, 1913)
- Amorphophallus konjac (K.Koch, 1858)
- Amorphophallus konkanensis (Hett., S.R.Yadav & K.S.Patil, 1994)
- Amorphophallus koratensis (Gagnep., 1941)
- Amorphophallus krausei (Engl., 1911)
- Amorphophallus lambii (Mayo & Widjaja, 1982)
- Amorphophallus lanuginosus (Hett., 1994)
- Amorphophallus laoticus (Hett., 2006)
- Amorphophallus lewallei (Malaisse & Bamps, 1993)
- Amorphophallus linearis (Gagnep., 1941)
- Amorphophallus linguiformis (Hett., 1994)
- Amorphophallus longicomus (Hett. & Serebryanyi, 2001)
- Amorphophallus longiconnectivus (Bogner, 1995)
- Amorphophallus longispathaceus (Engl. & Gehrm., 1911)
- Amorphophallus longistylus (Kurz ex Hook.f., 1893)
- Amorphophallus longituberosus ((Engl.) Engl. & Gehrm., 1911)
- Amorphophallus lunatus (Hett. & Sizemore, 2006)
- Amorphophallus luzoniensis (Merr., 1915)
- Amorphophallus lyratus ((Roxb.) Kunth, 1841)
- Amorphophallus macrorhizus (Craib, 1912)
- Amorphophallus mangelsdorffii (Bogner, 2003)
- Amorphophallus manta (Hett. & Ittenbach, 1994)
- Amorphophallus margaritifer ((Roxb.) Kunth, 1837)
- Amorphophallus margretae (Ittenb., 1997)
- Amorphophallus maximus ((Engl.) N.E.Br., 1901)
- Amorphophallus maxwellii (Hett., 1994)
- Amorphophallus mekongensis (Engl. & Gehrm., 1911)
- Amorphophallus merrillii (K.Krause, 1912)
- Amorphophallus mildbraedii (K.Krause, 1924)
- Amorphophallus minor (Ridl., 1903)
- Amorphophallus mossambicensis ((Schott ex Garcke) N.E.Br., 1901)
- Amorphophallus muelleri (Blume, 1837)
- Amorphophallus mullendersii (Malaisse & Bamps, 1993)
- Amorphophallus myosuroides (Hett. & A.Galloway, 2006)
- Amorphophallus mysorensis (E.Barnes & C.E.C.Fisch., 1940)
- Amorphophallus nanus (H.Li & C.L.Long, 1988 publ. 1989)
- Amorphophallus napalensis ((Wall.) Bogner & Mayo, 1985 publ. 1986)
- Amorphophallus napiger (Gagnep., 1941)
- Amorphophallus nicolsonianus (Sivadasan, 1986)
- Amorphophallus obovoideus (Alderw., 1922)
- Amorphophallus obscurus (Hett. & Sizemore, 2001)
- Amorphophallus ochroleucus (Hett. & V.D.Nguyen, 2001)
- Amorphophallus ongsakulii (Hett. & A.Galloway, 2006)
- Amorphophallus operculatus (Hett. & Sizemore, 2003)
- Amorphophallus opertus (Hett., 1994)
- Amorphophallus paeoniifolius ((Dennst.) Nicolson, 1977)
- Amorphophallus palawanensis (Bogner & Hett., 1992)
- Amorphophallus parvulus (Gagnep., 1941)
- Amorphophallus paucisectus (Alderw., 1920)
- Amorphophallus pendulus (Bogner & Mayo, 1985 publ. 1986)
- Amorphophallus perakensis (Engl., 1911)
- Amorphophallus pilosus (Hett., 1994)
- Amorphophallus plicatus (Bok & H.J.Lam, 1936)
- Amorphophallus polyanthus (Hett. & Sizemore, 2001)
- Amorphophallus prainii (Hook.f., 1893)
- Amorphophallus preussii ((Engl.) N.E.Br., 1901)
- Amorphophallus prolificus (Hett. & A.Galloway, 2006)
- Amorphophallus purpurascens (Kurz ex Hook.f., 1893)
- Amorphophallus pusillus (Hett. & Serebryanyi, 1994)
- Amorphophallus putii (Gagnep., 1941)
- Amorphophallus pygmaeus (Hett., 1994)
- Amorphophallus ranchanensis (Ipor, A.Simon & Meekiong, 2007)
- Amorphophallus reflexus (Hett. & A.Galloway, 2006)
- Amorphophallus rhizomatosus (Hett., 1994)
- Amorphophallus richardsiae (Ittenb., 1997)
- Amorphophallus rostratus (Hett., 1994)
- Amorphophallus rugosus (Hett. & A.L.Lamb, 1994)
- Amorphophallus sagittarius (Steenis, 1953)
- Amorphophallus salmoneus (Hett., 1994)
- Amorphophallus saraburiensis (Gagnep., 1941)
- Amorphophallus saururus (Hett., 2001)
- Amorphophallus scaber (Serebryanyi & Hett., 1994)
- Amorphophallus schmidtiae (Hett. & A.Galloway, 2006)
- Amorphophallus scutatus (Hett. & T.C.Chapm., 2001)
- Amorphophallus serrulatus (Hett. & A.Galloway, 2006)
- Amorphophallus sinuatus (Hett. & V.D.Nguyen, 2003)
- Amorphophallus sizemoreae (Hett., 2001)
- Amorphophallus smithsonianus (Sivadasan, 1989)
- Amorphophallus sparsiflorus (Hook.f., 1893)
- Amorphophallus spectabilis ((Miq.) Engl., 1879)
- Amorphophallus staudtii ((Engl.) N.E.Br., 1901)
- Amorphophallus stipitatus (Engl., 1923)
- Amorphophallus stuhlmannii ((Engl.) Engl. & Gehrm., 1911)
- Amorphophallus subcymbiformis (Alderw., 1920)
- Amorphophallus sumawongii ((Bogner) Bogner & Mayo, 1985)
- Amorphophallus sylvaticus ((Roxb.) Kunth, 1841)
- Amorphophallus symonianus (Hett. & Sizemore, 2001)
- Amorphophallus synandrifer (Hett. & V.D.Nguyen, 2001)
- Amorphophallus taurostigma (Ittenbach, Hett. & Bogner, 1999)
- Amorphophallus tenuispadix (Hett., 1994)
- Amorphophallus tenuistylis (Hett., 1994)
- Amorphophallus teuszii ((Engl.) N.E.Br., 1901)
- Amorphophallus tinekeae (Hett. & A.Vogel, 2001)
- Amorphophallus titanum ((Becc.) Becc., 1879)
- Amorphophallus tonkinensis (Engl. & Gehrm., 1911)
- Amorphophallus tuberculatus (Hett. & V.D.Nguyen, 2006)
- Amorphophallus variabilis (Blume, 1837)
- Amorphophallus venustus (Hett., A.Hay & Mood, 2001)
- Amorphophallus verticillatus (Hett., 1994)
- Amorphophallus vogelianus (Hett. & Billensteiner, 2003)
- Amorphophallus xiei (H.Li & Z.L.Dao, 2006)
- Amorphophallus yuloensis (H.Li, 1988)
- Amorphophallus yunnanensis (Engl., 1911)
- Amorphophallus zengianus (C.L.Long & H.Li, 2000)
- Amorphophallus zenkeri ((Engl.) N.E.Br., 1901)

## Hình ảnh

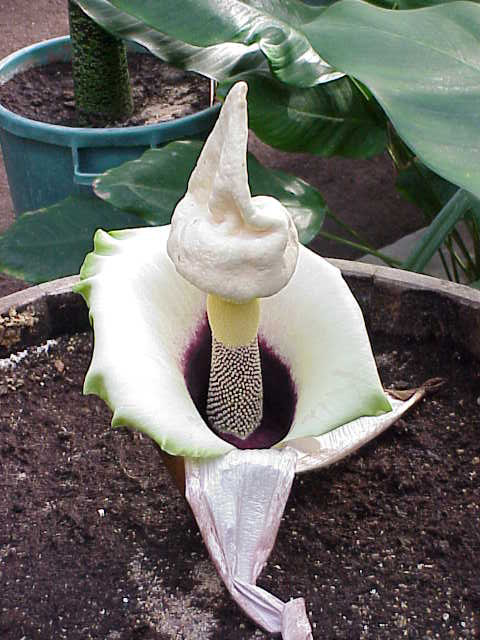
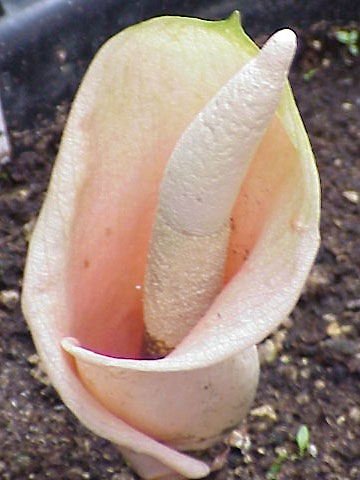
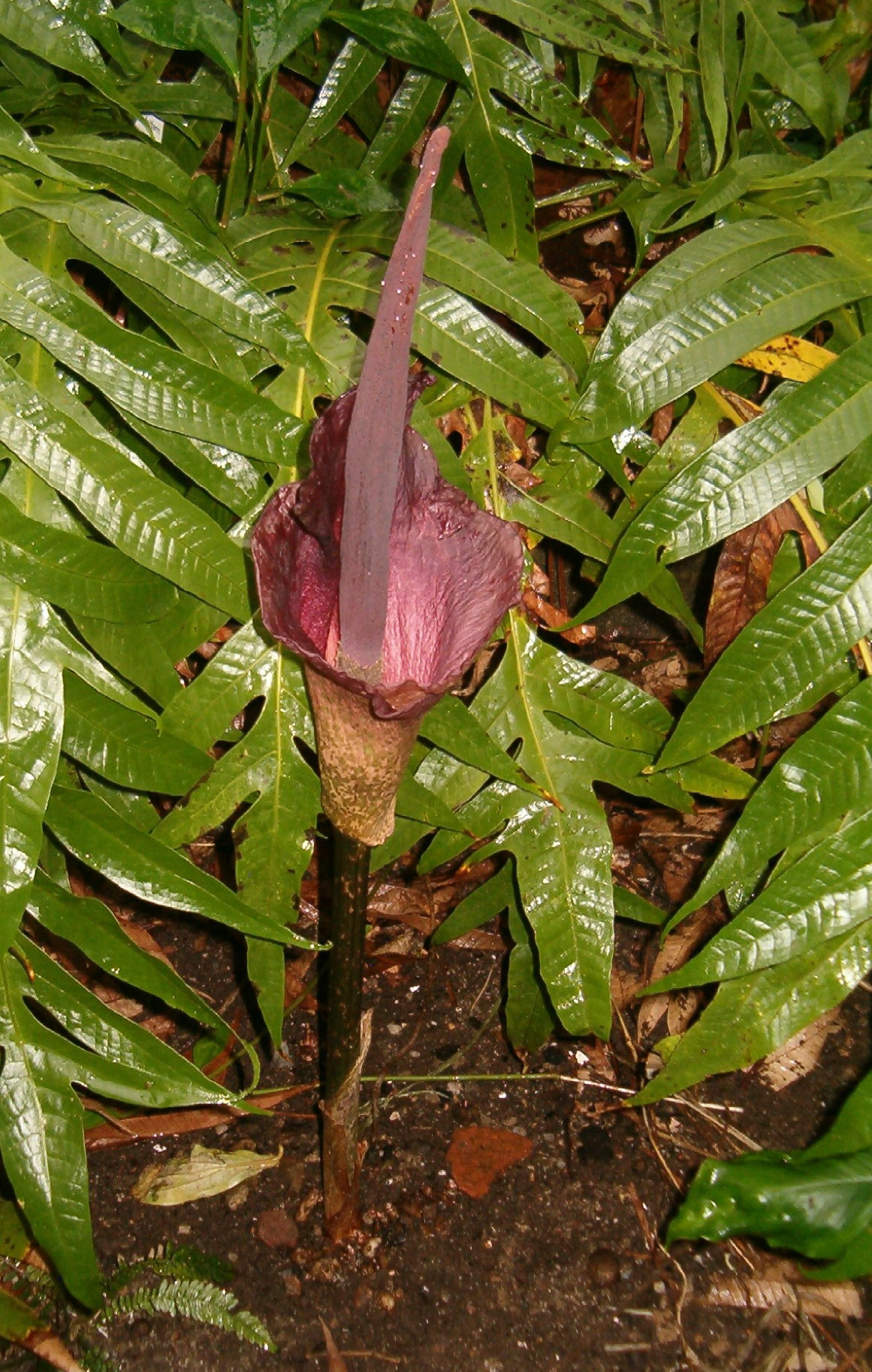
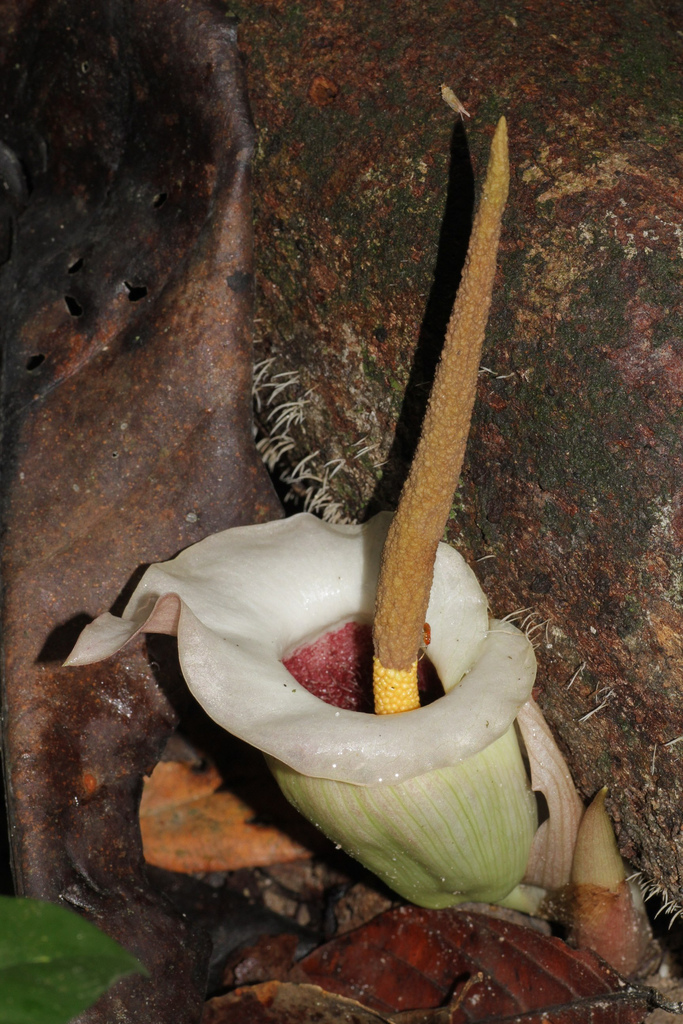